# Premio Mylius

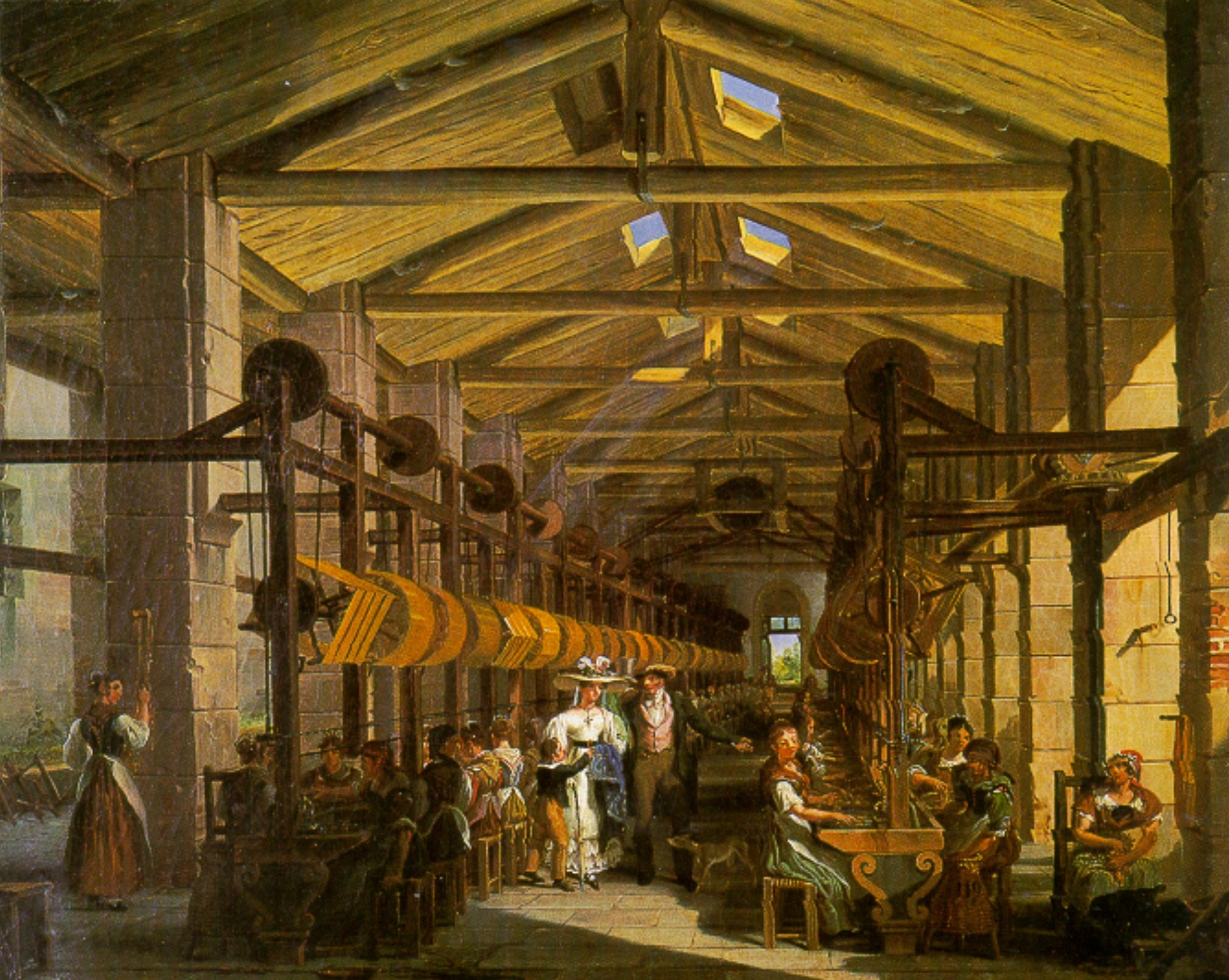
La filanda Mylius di Giovanni Migliara, 1828. Questo quadro venne commissionato da Enrico Mylius al pittore Migliara per illustrare la sua filanda di Boffalora sopra Ticino.

Vincitrice nel 1890 del Premio Mylius La stigliatura della canapa di Francesco Filippini, oggi nella Collezione della Pinacoteca di Brera

Il Premio Enrico Mylius è stato un concorso artistico che si è tenuto nella città di Milano dal 1841 al 1939.

## Storia
Fu voluto inizialmente dall'imprenditore tessile austriaco Heinrich Mylius di Francoforte sul Meno, fondatore della SIAM1838 ovvero Società d'incoraggiamento d'arti e mestieri di Milano portando solo il suo nome, inizialmente voleva promuovere la pittura dei paesaggi. Il premio Mylius si sviluppò nell'ambito dell'Accademia di Brera di Milano, tra i premi di seconda classe delle fondazioni private.
Il premio veniva assegnato a due tipi di pittura: uno annuale di 700 lire austriache per i dipinti a olio, ed uno biennale di 1000 lire austriache per l'affresco.
Al premio hanno partecipato artisti di rilievo, fra i quali Raffaele Casnedi (vincitore nel 1852 con l'affresco Lo studio di Leonardo da Vinci), Baldassare Verazzi (vincitore nel 1854 con Raffaello Sanzio da Urbino presentato da Bramante al pontefice Giulio II), Angelo Trezzini (vincitore nel 1861 con Lettera dal campo, Vespasiano Bignami, fondatore della Famiglia Artistica Lombarda (vincitore nel 1869 con Lezione di botanica)Silvio Poma (vincitore nel 1876 con Macbeth incontra nel bosco di Dunscinane le straghe che gli predicono il trono), Giovanni Beltrami (vincitore nel 1884 con Studio di vitellino e nel 1889 con Ritratto di Bramante), Lorenzo Gignous (vincitore nel 1884 per la pittura paesaggistica storica con Veduta di Sesto Calende), Francesco Filippini (vincitore nel 1889 con La stigliatura della canapa), Giuseppe Amisani (vincitore nel 1908) e Donato Frisia (vincitore nel 1920 con Thè all'aperto).